# 青岛商会旧址
36°04′04″N 120°18′46.6″E / 36.06778°N 120.312944°E
青岛商会旧址位于中国山东省青岛市市南区中山路72号（含中山路74号），建于1906-1907年，最初为德商祥福洋行建设的公寓，1920年代后曾为青岛市商会所在地，1949年后曾为青岛市工商业联合会及民主党派驻青岛分支机构所在地，现为中山路城市记忆馆，为青岛市文物保护单位。

## 建筑历史

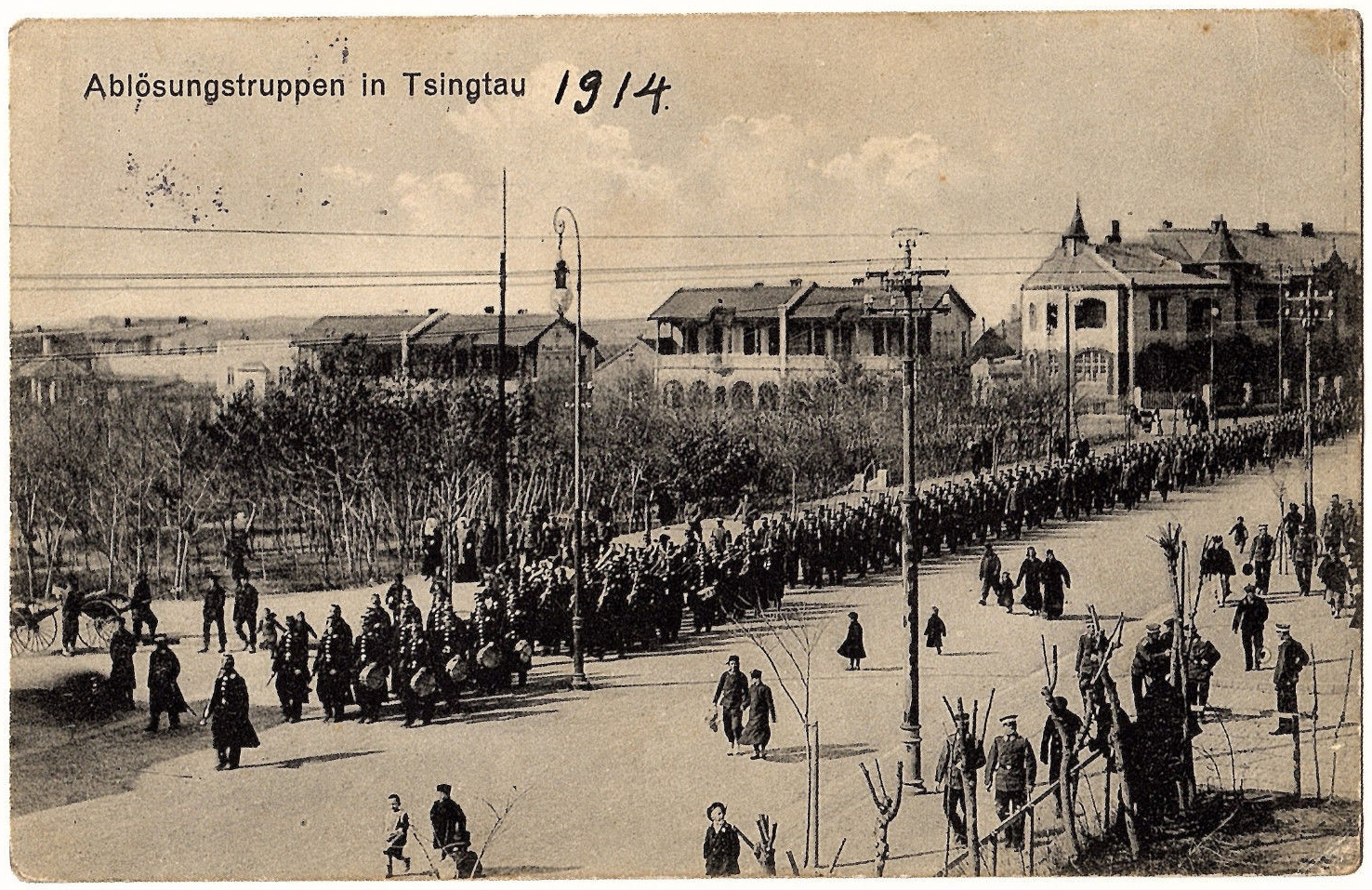
德占时期的中山路肥城路路口附近，后方三座建筑自左至右分别为G街区祥福洋行公寓1号及2号楼、3号及4号楼，5号楼

1906年至1907年间，德国人阿尔弗雷德·希姆森（德語：Alfred Siemssen）创办的地产公司祥福洋行在弗里德里希街（Friedrichstraße，今中山路南段）与不来梅街（Bremer Straße，今肥城路）路口西北角建设了一栋二层公寓楼。该楼位于G街区南侧祥福洋行于1905年购买的地块中，该楼建成前，其西侧已有两栋双单元公寓，分别为G街区1号楼至4号楼（即今肥城路15号、17号），因此这座建于1906-1907年的公寓被称为G街区5号楼。
1914年11月日军占领青岛后，没收了祥福洋行的全部财产，包括该楼在内。1922年北洋政府收回青岛后，该地块三座原祥福洋行公寓楼为日本驻青岛总领事馆保留财产。1924年（一说1923年），青岛总商会自馆陶路迁至该楼。1931年，总商会改组为青岛市商会。1938年1月日军再次占领青岛后占用该楼，将其改为伪青岛治安维持会会址，此时的商会处于瘫痪状态。1942年，伪青岛特别市公署组建伪青岛特别市商会，会址仍设于该楼，1945年日本投降后复名青岛市商会。青岛市政府及国民党青岛市党部曾于1947年至1949年间组织青岛市总工会，会址最初设于该楼内。
1949年6月2日青岛解放后，同年11月，青岛市军事管制委员会成立青岛市工商业联合会筹备委员会，接收原市商会人员财产，会址设于中山路72号原商会会址，1952年6月，青岛市工商业联合会正式成立。1959年，中国民主建国会青岛分会迁入该楼办公。1965年，中国国民党革命委员会青岛支部及中国民主同盟青岛支部迁入该楼办公。1966年后的“文革”期间，青岛市工商联及民主党派驻青岛机构处于瘫痪状态，中山路72号建筑挪作他用。1978年工商联及民主党派恢复运作后，于1983年11月自太平路29号迁回中山路72号办公。同年，中国民主促进会中央直属青岛支部及中国致公党青岛市工委成立，设于中山路72号。1986年，中国农工民主党青岛市委成立，亦设于该建筑内。1989至1990年间，民主党派驻青岛机构自该建筑迁出，迁至韶关路54号。
1990年代青岛市行政中心东迁，工商联会址亦迁往东部新区。中山路72号址此后曾为青岛市工商行政管理局市南分局四方路工商所及青岛市工商联商务中心。该建筑后来被售予私人，其临街庭院及内部被分割改建为商铺。2000年，该建筑以“青岛商会旧址”之名列入青岛市第一批历史优秀建筑。2013年3月1日，该建筑列入第二批市南区文物保护单位。2020年12月24日，中山路街道、市南区综合执法局、市南区历史城区保护发展局等7个部门开始着手拆除该建筑东侧已存在30多年的违章建筑商铺。2021年9月，中山路72号建筑开始修缮，计划改建为中山路城市记忆馆。2022年9月29日，中山路城市记忆馆开馆。2023年8月10日，青岛商会旧址列入第十一批青岛市文物保护单位。

## 建筑特色
该建筑平面呈“一”字型布局，占地面积约2000平方米，建筑面积约1500平方米，砖石木结构，地上二层，地下一层，设坡屋顶阁楼。外墙墙基由花岗岩砌成，外墙为拉毛墙面，主入口设于东侧，东立面中央有一两层通高的壁柱，檐口起一座三角山墙，山墙与壁柱之间刻有孔雀开屏纹样的浅浮雕，屋顶起三座尖塔。屋顶采用了一种少见的方形板状材料而非常用的红瓦或灰瓦，并以不同色彩镶嵌边框、拼成四组几何图案，此种屋面材料后来改为一般的矩形红瓦。建筑内部由两个公寓单元拼合而成，每单元每层各有两套公寓，内部设木质地板及扶梯。

## 图集
- G街区祥福洋行公寓5号楼原貌
- 作为青岛市商会会址的祥福洋行公寓旧址
- 中山路72号建筑2009年的状态
- 2016年的中山路72号建筑